# Zvonice v Olšovci
Zvonice stojí v centru návsi obce Olšovec v okrese Přerov na břehu potoka Mraznice a v blízkosti silnice II/470. Je chráněna jako kulturní památka České republiky.

## Popis
Barokní zvonice byla postavena v roce 1717. Je to samostatně stojící zděná omítaná dvoupatrová stavba postavena z lomového kamene na půdorysu čtverce se skosenými nárožími. Do zvonice vede pravoúhlý vchod, nad nímž je nika a nad ní čtvercové okno. Nika je zaklenutá půlkruhovým záklenkem z pálených cihel. V nice byla vyřezávaná renesanční socha svaté Barbory, která je uložena v městském muzeu v Hranicích. Zvonice má dřevěné schodiště osvětlené dvěma štěrbinovými okny. Střechu tvoří osmiboký jehlan, z něhož vyrůstá osmiboká lucerna ukončena osmibokým jehlanem s makovicí a křížem.

## Zvon
Ve zvonici je zavěšený zvon z roku 1732 s nápisy: „Sanctus Maria“ a „Sanctus Johanesa“ .V období druhé světové války byl rekvírován a odvezen na sběrné místo v Praze na Maninách. Po válce byl obci vrácen zpět.